# Aglaophenia insignis
Aglaophenia insignis är en nässeldjursart som beskrevs av Fewkes 1881. Aglaophenia insignis ingår i släktet Aglaophenia och familjen Aglaopheniidae. Inga underarter finns listade i Catalogue of Life.